# Chris Burdon
Chris Burdon (auch Chris Burden) ist ein Tontechniker, der seit Beginn seiner Karriere Ende der 1990er Jahre an mehr als 90 Film- und Fernsehproduktionen beteiligt war. Für seine Arbeit bei Captain Phillips, Mission: Impossible – Dead Reckoning Teil Eins und Top Gun: Maverick war er für den Oscar in der Kategorie Bester Ton nominiert. Für Letzteren gewann er schließlich den Preis in dieser Kategorie.

## Filmographie
- 1996: Watchdog Healthcheck (Dokumentar-Fernsehserie)
- 1996: Silent Witness (Fernsehserie)
- 1997: Oasis: Right Here Right Now (Dokumentar-Fernsehfilm)
- 1997–1998: Hetty Wainthropp Investigates (Fernsehserie)
- 1998: Solti: The Making of a Maestro (Fernsehfilm)
- 1998: The Human Body (Dokumentar-Fernseh-Mehrteiler)
- 1998: The O-Zone (Fernsehserie)
- 1998: In the Red (Fernsehserie)
- 1998: Earth Story (Dokumentar-Fernsehserie)
- 1999: Das tollste Kaufhaus der Welt (The Greatest Store in the World, Fernsehfilm)
- 1999: The League of Gentlemen (Fernsehserie)
- 1999: The Vice (Fernsehserie)
- 1999: Human, All Too Human (Fernseh-Mehrteiler)
- 2000: Victoria Wood with All the Trimmings (Fernseh-Special)
- 2000: Without Motive (Fernsehserie)
- 2000: Glasgow Kiss (Fernsehserie)
- 2000: Fish (Fernsehserie)
- 2001: Jonathan Creek (Fernsehserie)
- 2001: Die Erben der Saurier – Im Reich der Urzeit (Dokumentar-Fernseh-Mehrteiler)
- 2001: Swallow (Fernsehserie)
- 2001: Buried Treasure (Fernsehfilm)
- 2001: Revelation – Die Offenbarung
- 2001: Der Weltraum (Dokumentar-Fernseh-Mehrteiler)
- 2001: Messiah (Fernseh-Mehrteiler)
- 2001: The Body
- 2002: Bollywood Queen
- 2002: Stürmische Liebe – Swept Away
- 2002: Ein Kind von Traurigkeit (Pure)
- 2002: Green-Eyed Monster (Fernsehfilm)
- 2002: The Secret (Fernsehfilm)
- 2003: Collusion
- 2003: Wespen (Kurzfilm)
- 2003: Gesetzlos – Die Geschichte des Ned Kelly (Ned Kelly)
- 2003: A Short Film About John Bolton (Kurzfilm)
- 2004: Blackpool (Fernsehserie)
- 2004: Lie with Me – Liebe mich (Lie with Me, Fernsehfilm)
- 2004: Layer Cake
- 2004: Vera Drake
- 2004: King Arthur
- 2004: Every Time You Look at Me (Fernsehfilm)
- 2004: The Koala Brothers (Fernsehserie)
- 2004–2006: Murder City (Fernsehserie)
- 2005: The Virgin Queen (Fernseh-Mehrteiler)
- 2005: All About George (Fernsehserie)
- 2005: Footprints in the Snow (Fernsehfilm)
- 2005: Stoned
- 2005: Corpse Bride – Hochzeit mit einer Leiche (Tim Burton’s Corpse Bride)
- 2005: Fingersmith (Fernseh-Mehrteiler)
- 2006: James Bond 007: Casino Royale (Casino Royale)
- 2006: Fear of Fanny (Fernsehfilm)
- 2006: Children of Men
- 2006: Viva Blackpool (Fernsehfilm)
- 2006: Flug 93 (United 93)
- 2006: Basic Instinct – Neues Spiel für Catherine Tramell (Basic Instinct 2)
- 2006: Wildes Herz Afrika (Fernsehserie)
- 2007: Der Sternwanderer (Stardust)
- 2007: Grow Your Own
- 2007: L'île aux trésors
- 2008: Edge of Love – Was von der Liebe bleibt
- 2008: 10.000 B.C. (10,000 BC)
- 2008: Blown Apart (Incendiary)
- 2008: Kiss of Death (Fernsehfilm)
- 2009: Planet 51
- 2009: Dust
- 2009: Creation
- 2009: The Descent 2 – Die Jagd geht weiter (The Descent – Part 2)
- 2009: Radio Rock Revolution (The Boat That Rocked)
- 2010: Der Nussknacker (The Nutcracker in 3D)
- 2010: Scott Pilgrim gegen den Rest der Welt (Scott Pilgrim vs. the World)
- 2010: Kick-Ass
- 2011: Sherlock Holmes: Spiel im Schatten (Sherlock Holmes: A Game of Shadows)
- 2011: X-Men: Erste Entscheidung (X-Men: First Class)
- 2011: Unknown Identity (Unknown)
- 2011: Paul – Ein Alien auf der Flucht (Paul)
- 2011: Gnomeo und Julia (Gnomeo and Juliet)
- 2012: 7 Psychos (Seven Psychopaths)
- 2012: Anna Karenina
- 2012: Hyde Park am Hudson (Hyde Park on Hudson)
- 2012: The Cold Light of Day
- 2012: Contraband
- 2013: The Counselor
- 2013: Captain Phillips
- 2013: Philomena
- 2013: Kick-Ass 2
- 2014: Kingsman: The Secret Service
- 2014: Ich. Darf. Nicht. Schlafen. (Before I Go to Sleep)
- 2014: Hercules
- 2014: Edge of Tomorrow
- 2015: Im Herzen der See (In the Heart of the Sea)
- 2015: Pan
- 2015: Codename U.N.C.L.E. (The Man from U.N.C.L.E.)
- 2015: The Gunman
- 2015: Eddie the Eagle – Alles ist möglich (Eddie the Eagle)
- 2016: The Nice Guys
- 2016: Anthropoid
- 2016: Jason Bourne
- 2016: A United Kingdom
- 2017: King Arthur: Legend of the Sword
- 2017: Wonder Woman
- 2017: Three Billboards Outside Ebbing, Missouri
- 2017: Edison – Ein Leben voller Licht (The Current War)
- 2018: The Commuter
- 2018: Deine Juliet (The Guernsey Literary and Potato Peel Pie Society)
- 2018: Mission: Impossible – Fallout
- 2018: 22. Juli (22 July)
- 2018: Outlaw King
- 2019: Shaun das Schaf – UFO-Alarm (A Shaun the Sheep Movie: Farmageddon)
- 2019: Last Christmas
- 2020: Wonder Woman 1984
- 2021: Tom & Jerry
- 2021: Rote Robin (Red Robin)
- 2022: Top Gun: Maverick
- 2022: Dreizehn Leben (Thirteen Lives)
- 2022: Empire of Light
- 2022: The Banshees of Inisherin
- 2022: The School for Good and Evil
- 2022: Ein Mann namens Otto (A Man Called Otto)
- 2023: Tetris
- 2023: Mission: Impossible – Dead Reckoning Teil Eins (Mission: Impossible – Dead Reckoning Part One)